# Dirk Nowitzki
Dirk Werner Nowitzki (Würzburg, Njemačka, 19. lipnja 1978.) njemački je profesionalni košarkaš. Igra na poziciji krilnog centra, a trenutačno je član NBA momčadi Dallas Mavericksa. Izabran je u 1. krugu (9. ukupno) NBA drafta 1998. od strane Milwaukee Bucksa. Nowitzki je deseterostruki NBA All-Star te je jedanaest puta biran u All-NBA momčad i jednom je izabran za nakorisnijeg igrača lige. Nakon dolaska u Dallas podigao je svoju igru na višu razinu. 2007. postao je prvi Europljanin s nagradom za najkorisnijeg igrača NBA lige te je u sezoni 2005./06. odveo Maverickse do njihovog prvog NBA finala u povijesti franšize gdje su izgubili u šest utakmica od Miami Heata. S njemačkom reprezentacijom ostvario je brojne uspjehe. Predvodio ih je do bronce na Svjetskom prvenstvu 2002. u Indianapolisu, gdje je izabran za najkorisnijeg igrača natjecanja i srebra na Europskom prvenstvu 2005. u Srbiji i Crnoj Gori, gdje je također izabran za najkorisnijeg igrača natjecanja.

## Rani život
Rodio se u Würzburgu, malom gradiću u Njemačkoj i dolazi iz atletske obitelji. Majka Helga bavila se košarkom, a otac Jörg-Werner bavio se rukometom i nastupao za reprezentaciju na svim većim natjecanjima. Starija sestra Silke također se bavila košarkom, a danas radi za NBA u odjelu za međunarodne prijenose. Dirk je još kao dječak bio većeg rasta i bavio se rukometom i tenisom, ali su mu se druga djeca rugala zbog visine i govorila mu da je "čudovište", pa se mladi Nowitzki počeo baviti košarkom koja će mu kasnije preokrenuti život. Nakon što se pridružio košarkaškom klubu DJK Würzburg, privukao je pozornost bivšeg košarkaškog reprezentativca Holgera Geschwindnera. On je odmah opazio Dirkov talent te se ponudio da ga individualno trenira dva do tri puta tjedno. Nakon što su Dirkovi roditelji pristali, Geschwindner ga je stavio pod zahtjevan program. Dirk je više vježbao svoj šut i preciznost, a manje taktičke pozicije i ostalo. Geschwindner ga je čak poticao da svira neki instrument i čita knjige kako bi što više izgradio svoju osobnost.
Nakon godinu dana, Geschwindner je bio zadivljen napredkom kojeg je Nowitzki ostvario te mu rekao:„ Moraš odlučiti želiš li igrati na svjetskoj razini protiv najboljih ili ostati lokalni junak u Njemačkoj. Ako želiš biti lokalni junak prestajemo s treninzima jer si se već ovdje dokazao, ali ako želiš biti najbolji i igrati protiv najboljih onda moramo nastaviti s dnevnim treninzima.“ Nakon dva dana razmišljanja Nowitzki se odlučio na ovu drugu varijantu i postati jedan od najboljih igrača. Geschwindner ga je pustio da trenira svaki dan u tjednu s igračima DJK Würzburg. 1994. šesnaestogodišnji Nowitzki izborio je mjesto u momčadi DJK Würzburga.

## DJK Würzburg (od 1994. do 1998.)
U vrijeme kad im se Nowitzki pridružio, DJK Würzburg se natjecao u 2. Bundesligi. Igrao je na poziciji niskog krila zbog toga što je trener momčadi htio iskoristiti njegov šuterski potencijal. U sezoni 1994./95. Würzburg je završio na razočaravajućem šestom mjestu, a Nowitzki je često ulazio s klupe i mučio se s lošim ocjenama u školi. To ga je prisililo da počne učiti i manje vremena provodi igrajući košarku. Iduće sezone Nowitzki je postao startni član momčadi i zajedno s Fincem Marttiem Kuismom predvodio DJK Würzburg do drugog mjesta. U odlučujućoj utakmici za ulazak u prvu ligu protiv BG Ludwigsburg, izgubili su s rezultatom 86:62, a Nowitzki je imao ispod prosječnu večer u kojoj je postigao samo 8 poena.
U sezoni 1996./97. momčad DJK Würzburga napustio je njihov najbolji strijelac Martti Kuisma. Nakon njegovog odlaska Nowitzki je prosječno postizao 19.4 poena i ponovno odveo momčad do drugog mjesta u diviziji, ali bez većeg uspjeha u daljnjem natjecanju. Iduće sezone Nowitzki je morao odslužiti vojni rok koji je trajao od 1. rujna 1997. do 30. lipnja 1998. Nakon povratka, prevodio je DJK Würzburg do prvog mjesta s najboljim prosjekom lige od 28.2 poena. U odlučujućoj utakmici doigravanja protiv Freiburga, Nowitzki je odveo svoju momčad do pobjede s 26 poena, a utakmica je završila rezultatom 95:88. Te sezone osvojio je nagradu za najboljeg njemačkog igrača godine po izboru magazina "German Basket".
Godine 1996. uprava kluba FC Barcelona Bàsquet zainteresirala se za Nowitzkog i htjela otkupiti njegov ugovor međutim Nowitzki ih je odbio i odlučio ostati u Njemčakoj. Godinu kasnije sudjelovao je na "Hoop Heroes Touru", sponzorirano od strane Nikea, i za 30 minuta nadigrao NBA zvijezde poput Scottiea Pippena i Charlesa Barkleya preko kojeg je čak i zakucao. Poslije te utakmice Barkley je izjavio:„ Mali je genij. Ako želi zaigrati u NBA ligi neka me slobodno nazove.“ 29. ožujka 1998. Nowitzki je sudjelovao na "Nike Hoop Summitu." To je utakmica u kojoj se sučeljavaju talenti iz SAD-a i međunarodni košarkaški talenti. U toj utakmici Nowitzki je ubacio 33 poena i tome još dodao 14 skokova i 3 ukradene lopte. Svi su bili zadivljeni Dirkovom brzinom, sposobnošću vođenja lopte, driblinga i sjajnog šuta izvana. Od tada je započela velika borba europskih, ali i NBA klubova za mladog Dirka.

## NBA karijera

### Početci (od 1998. do 1999.)
Nakon napuštanja DJK Würzburga, Nowitzki je okušao sreću u NBA ligi. Izabran je kao deveti izbor NBA drafta 1998. od strane Milwaukee Bucksa. Ubrzo su Mavericksi mijenjali Roberta Taylora u Buckse za Nowitzkog i Pata Garritya, te su poslije od strane Sunsa dobili i Stevea Nasha. Tim dolaskom u NBA ligu, Nowitzki je postao tek četvrti njemački igrač koji se okušao u najjačoj košarkaškoj ligi i prvi igrač DJK Würzburga koji je izabran na NBA draftu.
Nowitzki se pridružio momčadi koja je u svom sastavu imala sljedeće igrače: vrhunskog šutera Michaela Finleya, 229 cm visokog centra Shawna Bradleya i sjajnog strijelca Cedrica Ceballosa. U sezoni 1998./99., svojoj rookie sezoni, Nowitzki je odigrao još 13 utakmica za DJK Würzburg zbog dugog pregovaranja oko štrajka koji je kasnije rezultirao skraćenom sezonom od samo 50 regularnih utakmica.
Kada je sezona konačno započela Nowitzki se dugo prilagođavao igri Mavericksa. Igrao je na poziciji krilnog centra i prosječno postizao samo 8.2 poena i 3.4 skokova za 20.4 minuta na terenu. Gledajući na odigranu sezonu izjavio je:„ Bio sam jako frustriran, te sam čak razmišljao o povratku u Njemačku.“ Te sezone Mavericksi su pobijedili u samo 19 od 50 utakmica te su ponovno propustili doigravanje.

### Dolazak Marka Cubana i"Big Three"(od 1999. do 2004.)
U sezoni 1999./00. Don Nelson je odlučio Nowitzkog staviti na poziciju krilnog centra i iskoristiti njegovu vještinu dodavanja lopti. Uskoro se dogodio jedan od većih događaja ne samo u Dallasu nego i u NBA ligi. Tadašnji vlasnik Ross Perot, Jr. nije imao namjeru ulagati u klub i igrače stoga je 4. siječnja 2000. godine prodao Dallas Maverickse američkom milijarderu Marku Cubanu za 280 milijuna dolara. Cuban je odmah uložio nešto novca u Maverickse kako bi osvježio franšizu. Momčadi je kupio Boeing 757 za putovanja vrijedan 47 milijuna dolara i povećao je prihode franšize na više od 100 milijuna dolara. Nakon nekog vremena i Nowitzki se oglasio i rekao što misli o novom vlasniku:„ Stvorio je sjajno okruženje u klubu, a mi samo moramo nastaviti pobjeđivati.“ Nakon Nelsonovog prebacivanja na krilnog centra i dolaska novog vlasnika, Nowitzki je konačno počeo prikazivati prave igre i poboljšavati statistike. U svojoj drugoj sezoni prosječno je postizao 17.5 poena, 6.5 skokova i 2.5 asistencija za 35.8 minuta na terenu. Devet puta ostvario je double-double učinak i čak dva puta postigao je 32 poena. Na kraju sezone bio je drugi u poretku u za igrača koji je najviše napredovao. Sudjelovao je na Rookie Challengeu i postigao 17 poena, 6 skokova i 4 asistencije te je sudjelovao i u natjecanju u tricama gdje je u prvom krugu postigao 15 poena, a u finalu izgubio od iskusnog Jeffa Hornaceka. Unatoč tome što je Nowitzki unaprijedio i igru i statistike Mavericksi nisu uspjeli izboriti doigravanje i sezonu su završili s omjerom 40-42.
Iduće sezone Nowitzki je unaprijedio svoje brojke i prosječno postizao 21.8 poena, 9.2 skokova i 2.1 asistencije. Igrajući na poziciji krilnog centra, postao je drugi igrač nakon Roberta Horrya koji je u istoj sezoni imao 100+ trica i 100+ blokada. Zajedno s kapetanom momčadi Michaelom Finleyom startao je u sve 82 utakmice i postigao minimalno 30 poena u deset utakmica sezone. Izabran je u All-NBA treću petorku te postao prvi Maverick koji je izabran u All-NBA momčad. Nakon što je Nash postao startni razigravač momčadi, a Finley postizao najviše poena u dotadašnjoj karijeri te s mladim i talentiranim Nowitzkim Mavericksi su oformili takozvani "Big Three" (hrv. "Veliki trojac"). Nakon što su sezonu završili s omjerom 53-29, Mavericksi su ušli u doigravanje prvi put nakon 1990. godine. Kao peti na Zapadu sučelili su se s četvrtoplasiranim Utah Jazzerima predvođeni sjajnim razigravačem Johnom Stocktonom i snažnim krilnim centrom Karlom Maloneom. Nakon dva izgubljena susreta, u trećoj i četvrtoj utakmici Nowitzki je postigao 33 poena i pomogao Mavericksima izjednačiti seriju na 2-2. U petoj utakmici Mavericksi su se mučili i cijelu utakmicu zaostajali sve do 9.8 sekundi prije kraja kada je Calvin Booth postigao koš i osigurao svojoj momčadi vodstvo od 1 poen razlike. U idućem napadu ni Karl Malone ni Byron Russel nisu uspjeli pogoditi koš i Mavericksi su pobijedili rezultatom 84:83 i prošli u polufinale Zapada. U polufinalu Zapada susreli su se s rivalima San Antonio Spursima. Prve tri utakmice pripale su Spursima, a u četvrtoj pobjedu odnose Mavericksi. U petoj utakmici pobjeđuju Spursi unatoč sjajnoj igri Nowitzkog koji je utakmicu završio s 42 poena i 18 skokova.
Na početku sezone 2001./02. Nowitzki je potpisao novi šestogodišnji ugovor vrijedan 90 milijuna dolara te postao drugi najplaćeniji Nijemac iza Michaela Schumachera. Nastavio je napredovati i prosječno je postizao 23.4 poena, 9.9 skokova i 2.4 asistencije. Izabran je u All-NBA drugu petorku i na svoju prvu od osam All-Star utakmica. Ostvario je 13 utakmica s minimalno 30 poena te zauzeo treće u tom učinku iza Shaquillea O'Neala i Tima Duncana. Pojačani Nickom Van Exelom, sjajnim šestim igračem, "Big Three" je dobio željenu potporu i uvjerljivo završio sezonu s omjerom 57-25. U doigravanju lagano su prošli Garnettove Timberwolvese rezultatom 3-0, a Nowitzki je nadvisio Garnetta s prosjekom od 33.3 poena nasuprot 24 poena tijekom serije. U drugom krugu čekali su ih Sacramento Kingsi. Nakon što je serija bila izjednačena na 1-1, trener Kingsa Rick Adelman promijenio je taktiku u obrani. Dok je u prve dvije utakmice Chris Webber čuvao Nowitzkog jedan na jedan, sada je Adelman u obranu uključio i Hedu Turkogla koji će svojom brzinom biti odmah uz Nowitzkog, a pri pokušaju proboja Webber će pomagati u udvajanju. U trećoj utakmici u Dallasu, Mavericksi su izgubili 125:119, a Nowitzki je postigao samo 19 poena. Poslije utakmice izjavio je:„ Jednostavno nisam mogao proći Turkogla, a i ako sam uspio bio bih udvojen i to bi dovelo do puno pogrešaka.“ Četvrta utakmica također je bila razočaravajuća za Maverickse. Unatoč vodstvu od 15 poena razlike i izbacivanjem Divca i Webbera iz ritma zbog problema s osobnim pogreškama, Mavericksi su ipak izgubili rezultatom 115:113. U petoj utakmici Mavericksi se nisu mogli nositi s energičnim Kingsima te su izgubili utakmicu rezultatom 114:101 i ponovno ispali iz doigravanja. Na kraju sezone Nowitzki je ipak dobio priznanje za najboljeg europskog igrača godine po izboru magazina "Gazzetta dello Sport."
Prije sezone 2002./03. Don Nelson i Mark Cuban htjeli su ojačati igru u obrani. Da bi u tome uspjeli potpisali su sjajnog blokera Raefa LaFrentza koji se pridružio 229 cm visokom Shawnu Bradleyu. Nakon što su pobijedili u prvih 11 utakmica, Nowitzki, Finley i Nash bili su u konkurenciji za igrače mjeseca Zapadne konferencije. U toj sezoni Nowitzki je ponovno podigao svoje statistike i prosječno postizao 25.1 poena, 9.9 skokova i 3 asistencije. Ostvario je 41 double-double učinak i s prosjekom od 25.1 poena (najviši prosjek bijelog igrača od NBA sezone 1992./93. i Chrisa Mullina), postao prvi Europljanin koji je probio granicu od 2000 poena u jednoj sezoni. Izabran je u All-NBA drugu petorku i ostvario je novi nastup na All-Star uakmici. Odveo je Maverickse do trećeg mjesta na Zapadu i omjera 60-22. U prvom krugu doigravanja igrali su protiv Portland Trail Blazersa. Mavericksi su pobijedili u prve tri utakmice i činilo se da će lagano proći u drugi krug doigravanja, međutim izgubili su ritam i Trail Blazersi odnose pobjedu u iduće tri utakmice i izjednačuju seriju na 3-3. U sedmoj i odlučujućoj utakmici, Mavericksi su se dugo mučili s Trail Blazersima koji su uvijek bili na zaostatku od poen ili dva, ali minutu i pol prije kraja utakmice, Nowitzki pogađa ključnu tricu i donosi važnu pobjedu Mavericksima. Poslije utakmice izjavio je:„ Ovo je bio najvažniji koš u mojoj karijeri. Nisam bio spreman tako rano otići na odmor.“ U drugom krugu susreli su se sa starim rivalima Sacramento Kingsima koji su ih prošle sezone izbacili iz doigravanja. Nakon što su izgubili prvu utakmicu rezultatom 124:113, Nowitzki (25 poena) i veteran Nick Van Exel (36 poena) odveli su Maverickse do spektakularne pobjede u drugoj utakmici. Utakmica je završila rezultatom 132:110, a Mavericksi su postigli nevjerojatnih 83 poena u samo jednom poluvremenu. U trećoj utakmici Dallas odnosi pobjedu u dvostrukom produžetku rezultatom 141:137. Četvrta utakmica otišla je u korist Sacramento Kingsa, a Nowitzki je postigao samo 11 poena, uključujući isključenje iz igre zbog neprimjerenog ponašanja. Nakon pete i šeste utakmice serija je bila izjednačena na 3-3, a odluka o prolasku dalje donosila se u sedmoj utakmici. U sedmoj utakmici Mavericksi su pobijedili rezultatom 112:99, a Nowitzki je postigao 30 poena i 19 skokova te time svoju momčad odveo u finale Zapadne konferencije. U finalu Zapada čekali su ih stari rivali San Antonio Spursi. U prvoj utakmici Nowitzki postiže 38 poena i odvodi svoju momčad do pobjede 113:110. U drugoj utakmici Duncan je vrlo rano doveo Nowitzkog u probleme s osobnim pogreškama, što je Spursima omogućilo laganu pobjedu rezultatom 132:110. Nakon sudara s Ginobilijem i ozljede koljena u trećoj utakmici Nowitzki nije bio u mogućnosti igrati ostale utakmice serije. Iako bez Nowitzkog, Mavericksi su držali korak za Spursima koji su vodili u seriji s 3-2. Međutim Spursi su ipak odnijeli pobjedu u šestoj utakmici zahvaljujući tricom Stevea Kerra nekoliko sekundi prije kraja utakmice. Na kraju sezone Nowitzki je dobio priznanje za najboljeg Europskog igrača godine.
U sezoni 2003./04. Mark Cuban i trener Don Nelson odlučili su momčadi pridružiti nekoliko vrsnih napadačkih igrača. Prvi na listi želja bio je tadašnji igrač Golden State Warriorsa Antawn Jamison. Da bi napad što bolje funkcionirao, uprva kluba se odlučila na zamjenu Raefa LaFrentza u Celticse za iskusno nisko krilo Antoinea Walkera. Novinari su teško kritizirali upravu Mavericksa zbog zamjene startnog centra Raefa LaFrentza, zbog toga što je tadašnji rezervni centar Bradley bio na zalasku karijere i sve je lošije podnosio napore NBA lige. Don Nelson nemoćan dovesti novog centra, odlučuju se na tu poziciju postaviti Nowitzkog dok na mjesto krilnog centra postavlja Antoinea Walkera, a Antawn Jamison morao se zadovoljiti s ulogom šestog igrača. Da bi Nowitzki bio dominantan kao centar morao je povećati tjelesnu masu. Preko ljeta dobio je 9.1 kilogram, a u početku sezone po prvi puta statistike su mu oslabile. Zbog poboljšanja igre u obrani statistike su mu pale na 21.8 poena, 8.7 skokova i 2.7 asistencija. Izabran je u All-NBA treću petorku i ostvario je još jedan nastup na All-Star utakmici. Mavericksi su sezonu završili s omjerom 52-30 i zauzeli peto mjesto u Zapadnoj konferenciji. U prvom krugu doigravanja ponovno su se susreli sa Sacramento Kingsima koji su ih lako izbacili u pet utakmica.

### Vođa Mavericksa (2004.-danas)
Prije početka sezone 2004./05. momčad Mavericksa doživjela je nove promjene. Iz Golden State Warriorsa doveden je sjajni obrambeni centar Erick Dampier, a dugogodišnji razigravač i član "Big Threea" Steve Nash napustio je Dallas i sreću odlučio potražiti u Phoenix Sunsima. Tijekom sezone Don Nelson odstupio je s mjesta glavnog trenera, a tu funkciju preuzeo je pomoćni trener Avery Johnson. Unatoč svim tim promjenama, Nowitzki je ostao koncentriran tijekom cijele sezone i prosječno postizao 26.1 poena, 9.7 skokova, 3.1 asistencije i 1.5 blokada. To mu je bila druga sezona zaredom s 2000+ poena, te je sa svojim prosjekom od 26.1 poena postao najefikasniji europski igrač u NBA ligi. 2. prosinca 2004. u utakmici s Houston Rocketsima, Nowitzki je postigao učinak karijere od 53 poena. Izabran je u All-NBA prvu petorku i završio je treći u poretku za najkorisnijeg igrača lige iza Stevea Nasha i Shaquillea O'Neala.
U doigravanju Mavericksi su imali polovični uspjeh. U prvom krugu doigravanja susreli su se s Houston Rocketsima prevođeni Tracyem McGradyem i Yao Mingom. Predviđalo se da će Nowitzki imati lak posao i često zabijati preko svog čuvara Ryana Bowena. Međutim Bowen je u prvoj utakmici ograničio Nowitzkog na 21 poen, a u drugoj na 26 poena uz vrlo slab šut. Rocketsi su poveli s 2-0, a potom su Mavericksi pobijedili u iduće tri utakmice. Rocketsi dobivaju šestu utakmicu, ali Mavericksi uvjerljivo dobivaju sedmu utakmicu i pobjeđuju rezultatom serije 4-3, unatoč Dirkovom vrlo slabom postotku šuta. U polufinalu Zapada čekali su ih Phoenix Sunsi predvođeni Steveom Nashom. U prve četiri utakmice rezultat je bio 2-2. U šestoj utakmici Nowitzki nije bio na visokoj razini, postigao je 28 poena, ali uz postignutih 9 od 25 pokušaja. Sunsi su pobijedili i prošli u finale Zapada gdje su ih čekali San Antonio Spursi.
Na početku sezone 2005./06. otpušten je veteran Michael Finley. Tim događajem Nowitzki je ostao jedini član "Big Threea" u dresu Mavericksa. Nakon Finleyevog odlaska, Nowitzki je preuzeo ulogu vođe i nositelja franšize i prosječno postizao 26.6 poena, 9 skokova i 2.8 asistencija. Treću sezonu zaredom ostvario je 2000+ poena i popravio svoj rekord s najvišim prosjekom nekog Europljanina u NBA ligi. Popravio je svoj postotak šuta iz igre, iza linije tri poena i s linije slobodnih bacanja. Tijekom All-Star vikenda 2006. u Houstonu, Nowitzki je sudjelovao u natjecanju u tricama. Sa svojih 18 postignutih poena odnio je pobjedu ispred Raya Allena i Gilberta Arenasa. Mavericksi su sezoni završili s trećim najboljim omjerom lige 60-22. Ponovno je izabran u All-NBA momčad i odveo je Maverickse do doigravanja. U doigravanju Nowitzki je opravdao svoj status zvijezde s prosjekom od 27 poena, 11.7 skokova i 2.9 asistencija. U prvom krugu doigravanja lagano su pobijedili Memphis Grizzliese rezultatom 4-0. U polufinalu Zapada uspjeli su svladati San Antonio Spurse u sedam utakmica. Nakon šest utakmica rezultat serije je bio 3-3. U odlučujućoj sedmoj utakmici Mavericksi su poveli s dvadeset razlike, međutim 30 sekundi prije kraja utakmice Manu Ginobili pogađa tricu i dovodi Spurse u vodstvo. U idućem napadu Nowitzki je fauliran od strane Ginobilija, ali je nekako uspio položiti loptu te postići još jedno slobodno bacanje. Utakmica je bila izjednačena na 104:104. Na kraju Mavericksi su ipak odnijeli pobjedu rezultatom 119:111, a Nowitzki je utakmicu završio s 37 poena i 15 skokova. Nakon završetka susreta Nowitzki je izjavio:„ Stvarno ne znam kako je lopta prošla kroz obruč. Manu me je udario po ruci, ali se ipak sretno odbila.“ U finalu Zapada ponovno su se susreli sa Sunsima. U ključnoj petoj utakmici Nowitzki je postigao 50 poena kako bi Mavericksi poveli 3-2 i na kraju dobili seriju u šest utakmica. Predvođeni Nowitzkim Mavericksi su ostvarili prvo NBA finale u povijesti franšize. U finalu su igrali protiv Miami Heata prevođeni Dwyaneom Wadeom i Shaquilleom O'Nealom. Mavericksi su poveli 2-0 u seriji i propustili vodstvo od 15 poena razlike u trećoj utakmici. Nakon poraza u drugoj utakmici na scenu stupa Dwyane Wade koji je seriju preokrenuo u korist Miamia. U iduće četiri utakmice Wade je prosječno postizao 36 poena i odveo svoju momčad do pobjede u šest utakmica i osvajanja prvog naslova u povijesti kluba.
U sezoni 2006./07. Nowitzki je prosječno postizao 24.6 poena, 8.9 skokova i 3.4 asistencije. Bio je glavni konkurent za najkorisnijeg igrača lige te je odveo svoju momčad do rekordnih 67 pobjeda i prvog mjesta na Zapadu. U prvom krugu doigravanja činilo se da će Mavericksi predvođeni Nowitzkim lako svladati osmoplasirane Golden State Warriorse. Međutim Warriorsi su bili iznenađenje doigravanja te su izbacili Maverickse u šest utakmica. U odlučujućoj šestoj utakmici Nowitzki je postigao samo 8 poena. Tijekom cijele serije, dobro čuvan od strane Stephena Jacksona, postizao je najmanje 5 poena manje od prosjeka u regularnom dijelu. Unatoč tom razočaravajućem porazu, Nowitzki je ipak izabran za najkorisnijeg igrača lige prestigavši drugoplasiranog Stevea Nasha za više od 100 glasova. Time je postao prvi Europljanin s nagradom za najkorisnijeg igrača NBA lige.
U sezoni 2007./08. Mavericksi su ponovno ispali već u prvom krugu doigravanja. U prvom krugu svladali su ih New Orleans Hornetsi, a Chris ih je sa svojim sjajnim izvedbama odveo do pobjede u pet utakmica. Jedina svijetla točka te sezona bila je ta da je 6. veljače 2008. u utakmici s Milwaukee Bucksima Nowitzki ostvario svoj prvi triple-double učinak u karijeri. Utakmicu je završio s 29 poena, 10 skokova i 12 asistencija. 3. ožujka 2008. s 34 poena na utakmici prestigao je Rolanda Blackmana i postao najbolji strijelac u povijesti kluba s 16 644 poena. U sezoni 2008./09. Nowitzki je prosječno postizao 25.9 poena, 8.4 skokova i 2.4 asistencije. Bio je četvrti strijelac lige te je po četvrti put izabran u All-NBA prvu petorku. Sezonu su završili s omjerom 50-32 te su u prvom krugu doigravanja, s Nowitzkim na čelu, svladali San Antonio Spurse 4-1. U drugom krugu doigravanja Mavericksi su se susreli s Denver Nuggetsima te su, unatoč sjajnom Nowitzkom koji je tijekom serije prosječno postizao 34.4 poena, 11.6 skokova i 4 asistencije po utakmici, izgubili rezultatom 4-1.

## Reprezentacija
U dresu reprezentacije debitirao je na Europskom prvenstvu u Francuskoj 1999. godine. Istaknuo se kao vođa i najbolji strijelac momčadi ali se nisu uspjeli kvalificirati na Olimpijske igre u Sydneyu 2000. godine. Tijekom Europskog prvenstva u Turskoj 2001. godine, Nowitzki je bio najbolji strijelac natjecanja s prosjekom od 28.7 poena, a titulu najkorisnijeg igrača odnio je Predrag Stojaković. Njemačka je ostvarila polufinale i zamalo pobijedila domaćina Tursku. Nekoliko sekundi prije kraja utakmice Turska je zaostajala tri poena, ali Hedo Turkoglu pogađa tricu sa zvukom sirene koja utakmicu odvodi u produžetke. U produžetku Njemačka je poražena, a Turska je ostvarila finale. U utakmici za treće mjesto susreli su se sa Španjolskom. Međutim Španjolska dobiva utakmicu 99:90, a Njemačka ostaje bez medalje, unatoč sjajnim igrama Nowitzkog. Nowitzki je natjecanje završio s prosjekom od 28.7 poena i 9.1 skokova. U Njemačkoj ovo natjecanje pratilo je čak 3.7 milijuna gledatelja što je tada bio apsolutni rekord gledanosti u povijesti njemačke košarke.
Na Svjetskom prvenstvu u Indianapolisu 2002. godine, Nowitzki je konačno ostvario medalju na velikim natjecanjima. U četvrtfinalu protiv Španjolske predvođene Gasolom, Nowitzki postiže 10 poena u zadnjoj četvrtini za pobjedu Njemačke 70:62 i ulazak u polufinale. U polufinalu čekali su ih jaki Argentinci predvođeni Manuom Ginobilijem. Unatoč vodstvu od 74:69, četiri minute prije kraja utakmice, Argentina je na kraju pobijedila rezultatom 86:80 i spriječila ulazak Njemačke u finale. U utakmici za treće mjesto Njemačka je lako pobijedila Novi Zeland rezultatom 117:94 i osvojila brončanu medalju. Nowitzki je prosječno postizao 24 poena i proglašen je najkorisnijim igračem natjecanja. U Njemačkoj ovo natjecanje pratilo je preko 4 milijuna gledatelja. Na Europskom prvenstvu u Švedskoj 2003. godine Njemačka je ostvarila razočaravajuće deveto mjesto. U pripremnoj utakmici protiv Francuske ozljedio je stopalo u sudaru s jednim frnacuskim igračem. Nowitzki je često bio teško fauliran, a u odlučujućoj utakmici drugog kruga protiv Italije, Njemačka je izgubila rezultatom 86:84 i nije se uspjela kvalificirati na Olimpijske igre u Ateni 2004. godine. Tijekom natjecanja Nowitzki je prosječno postizao 22.5 poena.
Na Europskom prvenstvu u Srbiji i Crnoj Gori 2005. godine, Nowitzki je predvodio Njemačku do srebrne medalje. U četvrtfinalu svladali su favorizirane Slovence rezultatom 76:62, a Nowitzki je postigao 22 poena. Poslije utakmice komentirao je:„ Slovenci su nas podcijenili. Izjavili su da smo baš mi ta momčad protiv kojih su oni htjeli igrati, a to se ne smije raditi u četvrtfinalu.“ U polufinalu Njemačka je svladala Španjolsku rezultatom 74:73, a Nowitzki je postigao 27 poena, uključujući i pobjednički koš 3.9 sekundi prije kraja. U finalu izgubili su od Grčke rezultatom 78:62. Nowitzki je prosječno postizao 26.7 poena, 10.8 skokova i 1.8 blokada i proglašen je najkorisnijim igračem natjecanja. Na Svjetskom prvenstvu u Japanu 2006., Nowitzki je predvodio svoju momčad do osmog mjesta. Poslije zadnje utakmice izjavio je:„ Bilo je teško, ali biti i osmi na svijetu nije loše.“
Na Europskom prvenstvu u Španjolskoj 2007. godine, Nowitzki je odveo svoju momčad do petog mjesta. Bio je vodeći strijelac natjecanja s prosjekom od 24 poena. Peto mjesto Njemačkoj nije donijelo izravnu kvalifikaciju ali im je dopustilo sudjelovanje na Olimpijskim igrama u Pekingu 2008. godine U odlučujućoj utakmici kvalifikacija protiv Puerto Rica, Nowitzki je sa svoja 32 poena reprezentaciji osigurao nastup na Olimpijskim igrama u Pekingu 2008. koje su bile prve nakon Olimpijskih igrara u Barceloni 1992. Upravo je Nowitzki odabran za nosioca njemačke zastave na otvorenu Olimpijskih igara.

## Privatni život
Dirkova sestra Silke, opisala ga je kao samopouzdanu i čvrstu osobu. Također je rekla da ga sva slava i novac nisu promijenili i da je ostao onakav kakav je i bio. U slobodno vrijeme uživa u čitanju i sviranju saksofona. Osnovao je zakladu "Dirk Nowitzki Foundation", koja pomaže siromašnima u Africi. Nowitzki je bio dugo u vezi s bivšom košarkašicom DJK Würzburga. Upoznali su se 1992. godine, a veza je potrajala čak 10 godina. Međutim uskoro su prekinuli, a Nowitzki je izjavio:„ Na kraju smo shvatili da smo jako različiti. Nije više išlo, ali smo ostali vrlo dobri prijatelji. Nadam se da ću jednog dana i ja osnovati svoju obitelj, ali ne mogu zamisliti da će se to ostvariti prije 30. godine.“ Vrlo je dobar prijatelj s NBA zvijezdom i bivšim suigračem Steveom Nashom.

## NBA statistika

### Regularni dio
| Godina    | Klub   | Odig. uta. | Uta. poc. | Min. | 2P%  | 3P%  | Sl. bac.% | Skok. | Asist. | Ukr. lop. | Blok. | Poena |
| --------- | ------ | ---------- | --------- | ---- | ---- | ---- | --------- | ----- | ------ | --------- | ----- | ----- |
| 1998./99. | Dallas | 47         | 24        | 20.4 | .405 | .206 | .773      | 3.4   | 1.0    | .6        | .6    | 8.2   |
| 1999./00. | Dallas | 82         | 81        | 35.8 | .461 | .379 | .830      | 6.5   | 2.5    | .8        | .8    | 17.5  |
| 2000./01. | Dallas | 82         | 82        | 38.1 | .474 | .387 | .838      | 9.2   | 2.1    | 1.0       | 1.2   | 21.8  |
| 2001./02. | Dallas | 76         | 76        | 38.0 | .477 | .397 | .853      | 9.9   | 2.4    | 1.1       | 1.0   | 23.4  |
| 2002./03. | Dallas | 80         | 80        | 39.0 | .463 | .379 | .881      | 9.9   | 3.0    | 1.4       | 1.0   | 25.1  |
| 2003./04. | Dallas | 77         | 77        | 37.9 | .462 | .341 | .877      | 8.7   | 2.7    | 1.2       | 1.4   | 21.8  |
| 2004./05. | Dallas | 78         | 78        | 38.7 | .459 | .399 | .869      | 9.7   | 3.1    | 1.2       | 1.5   | 26.1  |
| 2005./06. | Dallas | 81         | 81        | 38.1 | .480 | .406 | .901      | 9.0   | 2.8    | .7        | 1.0   | 26.6  |
| 2006./07. | Dallas | 78         | 78        | 36.2 | .502 | .416 | .904      | 8.9   | 3.4    | .7        | .8    | 24.6  |
| 2007./08. | Dallas | 77         | 77        | 36.0 | .479 | .359 | .879      | 8.6   | 3.5    | .7        | .9    | 23.6  |
| 2008./09. | Dallas | 81         | 81        | 37.7 | .479 | .359 | .890      | 8.4   | 2.4    | .8        | .8    | 25.9  |
| 2009./10. | Dallas | 81         | 80        | 37.5 | .481 | .421 | .915      | 7.7   | 2.7    | .9        | 1.0   | 25.0  |
| 2010./11. | Dallas | 73         | 73        | 34.3 | .517 | .393 | .892      | 7.0   | 2.6    | .5        | .6    | 23.0  |
| Ukupno    |        | 993        | 968       | 36.5 | .476 | .381 | .877      | 8.4   | 2.7    | .9        | 1.0   | 23.0  |
| All-Star  |        | 8          | 1         | 18.3 | .441 | .238 | .800      | 4.1   | 1.5    | .8        | .5    | 9.1   |

### Doigravanje
| Godina    | Klub   | Odig. uta. | Uta. poc. | Min. | 2P%  | 3P%  | Sl. bac.% | Skok. | Asist. | Ukr. lop. | Blok. | Poena |
| --------- | ------ | ---------- | --------- | ---- | ---- | ---- | --------- | ----- | ------ | --------- | ----- | ----- |
| 2000./01. | Dallas | 10         | 10        | 39.9 | .423 | .283 | .883      | 8.1   | 1.4    | 1.1       | .8    | 23.4  |
| 2001./02. | Dallas | 8          | 8         | 44.6 | .445 | .571 | .878      | 13.1  | 2.3    | 2.0       | .8    | 28.4  |
| 2002./03. | Dallas | 17         | 17        | 42.5 | .479 | .443 | .912      | 11.5  | 2.2    | 1.2       | .9    | 25.3  |
| 2003./04. | Dallas | 5          | 5         | 42.4 | .450 | .467 | .857      | 11.8  | 1.4    | 1.4       | 2.6   | 26.6  |
| 2004./05. | Dallas | 13         | 13        | 42.4 | .402 | .333 | .829      | 10.1  | 3.3    | 1.4       | 1.6   | 23.7  |
| 2005./06. | Dallas | 23         | 23        | 42.7 | .468 | .343 | .895      | 11.7  | 2.9    | 1.1       | .6    | 27.0  |
| 2006./07. | Dallas | 6          | 6         | 39.8 | .383 | .211 | .840      | 11.3  | 2.3    | 1.8       | 1.3   | 19.7  |
| 2007./08. | Dallas | 5          | 5         | 42.2 | .473 | .333 | .808      | 12.0  | 4.0    | .2        | 1.4   | 26.8  |
| 2008./09. | Dallas | 10         | 10        | 39.5 | .518 | .286 | .925      | 10.1  | 3.1    | .8        | .9    | 26.8  |
| 2009./10. | Dallas | 6          | 6         | 38.8 | .547 | .571 | .952      | 8.2   | 3.0    | .8        | .7    | 26.7  |
| 2010./11. | Dallas | 21         | 21        | 39.3 | .485 | .460 | .941      | 8.1   | 2.5    | .6        | .6    | 27.7  |
| Ukupno    |        | 124        | 124       | 41.3 | .463 | .384 | .892      | 10.4  | 2.6    | 1.1       | 1.0   | 25.9  |

## Vanjske poveznice
- Službena stranica
- Službena stranica zaklade
- Profil na NBA.com
- Profil  Arhivirana inačica izvorne stranice od 18. siječnja 2012. (Wayback Machine) na Basketball-Reference.com
- Profil na DataBasketball.com